# Pallacanestro ai Giochi della XXIV Olimpiade
Il torneo di pallacanestro ai Giochi della XXIV Olimpiade si disputò a Seul dal 17 al 30 settembre 1988. L'Unione Sovietica vinse il torneo maschile, gli Stati Uniti quello femminile.

## Sedi delle partite
| Fase             | Città | Impianto                   |
| ---------------- | ----- | -------------------------- |
| Torneo maschile  | Seul  | Jamsil Students' Gymnasium |
| Torneo femminile | Seul  | Jamsil Students' Gymnasium |

## Squadre partecipanti

### Torneo maschile
Le squadre partecipanti al torneo maschile furono 12. Oltre alla Corea del Sud, paese ospitante, si qualificarono di diritto le squadre vincitrici dei campionati continentali di Asia, Oceania e Africa; di quest'ultimo, fu ammessa anche la squadra finalista.
Gli Stati Uniti furono ammessi automaticamente in quanto vincitori delle Olimpiadi 1984.
I rimanenti 6 posti furono assegnati tramite il Torneo Americano e il Torneo Europeo di qualificazione olimpica; entrambi garantirono 3 qualificazioni ciascuno.
Paese ospitante
- Corea del Sud

Vincitrice delle Olimpiadi 1984
- Stati Uniti

Prime 2 ai Campionati Africani 1987
- Egitto
- Rep. Centrafricana

Vincitrice dei Campionati asiatici 1987
- Cina

Vincitrice dell'Oceania Championship 1987
- Australia

Ammesse tramite il Torneo americano
- Brasile
- Canada
- Porto Rico

Ammesse tramite il Torneo europeo
- Unione Sovietica
- Jugoslavia
- Spagna

### Torneo femminile
Per la prima volta nella storia della pallacanestro ai Giochi, le squadre partecipanti al torneo femminile furono 8.
Si qualificò di diritto la Corea del Sud in quanto paese ospitante, così come gli Stati Uniti vincitrici dei Giochi del 1984. Il Torneo Pre-Olimpico assegnò i rimanenti 6 posti.
Paese ospitante
- Corea del Sud

 Vincitrice dell Olimpiadi 1984
- Stati Uniti

Ammesse tramite il Torneo Pre-Olimpico
- Unione Sovietica
- Jugoslavia
- Cina
- Bulgaria
- Cecoslovacchia
- Australia

## Podi
| Evento           | Oro              | Argento    | Bronzo           |
| Torneo maschile  | Unione Sovietica | Jugoslavia | Stati Uniti      |
| Torneo femminile | Stati Uniti      | Jugoslavia | Unione Sovietica |